# Bom Sucesso do Sul
Bom Sucesso do Sul è un comune del Brasile nello Stato del Paraná, parte della mesoregione del Sudoeste Paranaense e della microregione di Pato Branco.